# Келле, Ибрахим
Ибрахим Келле (тур. İbrahim Kelle; 1897, Хайрат, Трабзон — 2 февраля 1965, Бейкоз, Стамбул) — турецкий футболист, полузащитник; футбольный тренер. Участник летних Олимпийских игр 1924 года.

## Биография
Ибрахим Келле родился в 1897 году в османском городе Хайрат (сейчас в Турции).
В 1912—1916 годах занимался футболом в стамбульском «Анадолухисаре», для чего по меньшей мере трижды в неделю ходил в Анадолухисар из Бейкоза пешком.
Играл на позиции полузащитника. В 1916—1923 годах играл за «Алтынорду», в 1924—1941 годах — за «Бейкоз».
26 октября 1923 года провёл единственный в карьере матч за сборную Турции: в товарищеском поединке в Стамбуле турки сыграли вничью с Румынией (2:2), Келле вышел на замену на 32-й минуте.
В 1924 году вошёл в состав сборной Турции по футболу на летних Олимпийских играх в Париже, занявшей 19-е место. В единственном матче, который провели турки, не участвовал.
По окончании игровой карьеры стал тренером. Тренировал «Бейкоз» в 1947—1948, 1950—1951 и 1952—1953 годах.
Умер 2 февраля 1965 года в Бейкозе.